# Håndbold under sommer-OL 1980
Håndbold under Sommer-OL 1980 afholdtes i Moskva, Sovjetunionen fra 20. til 30. juli 1980. Der deltog tolv herrehold og ti kvindehold. Herrernes turnering blev vundet af Østtyskland, mens kvindernes turnering blev vundet af Sovjetunionen.

## Placeringer

### Mænd
| Plads  | Hold          |
| ------ | ------------- |
| Guld   | DDR           |
| Sølv   | Sovjetunionen |
| Bronze | Rumænien      |
| 4.     | Ungarn        |
| 5.     | Spanien       |
| 6.     | Jugoslavien   |
| 7.     | Polen         |
| 8.     | Schweiz       |
| 9.     | Danmark       |
| 10.    | Algeriet      |
| 11.    | Cuba          |
| 12.    | Kuwait        |

### Kvinder
| Plads  | Hold            |
| ------ | --------------- |
| Guld   | Sovjetunionen   |
| Sølv   | Jugoslavien     |
| Bronze | DDR             |
| 4.     | Ungarn          |
| 5.     | Tjekkoslovakiet |
| 6.     | Congo           |